# موی ترمینال

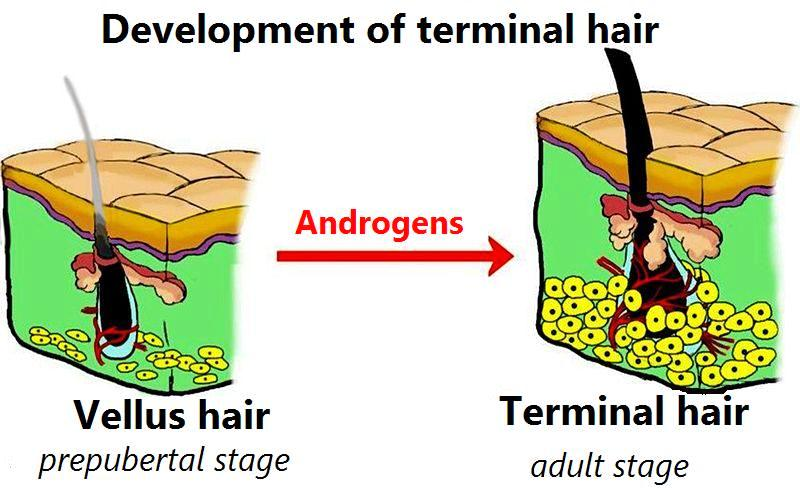
مقایسه موهای ولوس (چپ) با موی ترمینال (راست) در انسان. به وجود بافت زیر پوستی روی موهای ترمینال ضخیم‌تر توجه کنید.

در انسان، موی ترمینال گونه‌ای از موهای ضخیم و بلند مانند موهایی که روی پوست سر رشد می‌کنند هستند. این موها مورد مقایسه با موهای ولوس، که در زبان انگلیسی محاوره‌ای «peach fuzz» نامیده می‌شود و در قسمت دیگر رشد می‌کنند قرار می‌گیرند. در دوران بلوغ، افزایش سطح هورمون آندروژنیک باعث می‌شود که موهای ولوس با موهای ترمینال در قسمت‌های خاصی از بدن انسان جایگزین شوند. این قسمت‌ها سطوح مختلفی از حساسیت به آندروژن‌ها و خصوصاً به خانواده تستوسترون دارند.
ناحیه شرمگاهی به ویژه به چنین هورمون‌هایی مانند ناحیه زیر بغل که باعث ایجاد موهای زیر بغل می‌شود حساس است. موهای ناحیه تناسلی و زیر بغل هم در مردان و هم در زنان رشد می‌کنند، تا جایی که چنین مویی به عنوان یک ویژگی جنسی ثانویه واجد شرایط است، اگرچه مردان معمولاً در نواحی بیشتری موهای ترمینال ایجاد می‌کنند. این شامل موهای صورت، موهای قفسه سینه، موهای ناحیه شکم، موهای پا و بازو و موهای پا می‌شود. از طرف دیگر، زنان انسان معمولاً موهای ولوس بیشتری را حفظ می‌کنند.
این موها در میمون‌های بزرگ وجود دارند اما در میمون‌های کوچک مانند گیبون‌ها وجود ندارند. این تفاوفت نشان دهنده یک واگرایی فرگشتی است.: 193 